# The Wings Tour
Il 2017 BTS Live Trilogy Episode III (Final Chapter): The Wings Tour, comunemente noto come The Wings Tour, è il quarto tour di concerti del gruppo musicale sudcoreano BTS, a supporto dell'album Wings (2016) e del suo repackage You Never Walk Alone (2017). Il tour è iniziato il 18 febbraio 2017 in Corea del Sud e ha fatto tappa in altri dieci Paesi (Cile, Brasile, Stati Uniti, Thailandia, Indonesia, Filippine, Hong Kong, Australia, Giappone e Taiwan), prima di concludersi il 10 dicembre 2017 sempre in Corea del Sud. Ha riunito 550.000 fan.

## Annuncio
Il tour è stato annunciato il 18 novembre 2016 tramite un trailer caricato su YouTube, corredato dal poster con le date dei primi due spettacoli al Gocheok Sky Dome in Corea del Sud. In seguito sono stati confermati sei concerti in cinque città in Cile, Brasile e Stati Uniti d'America.
Il 27 luglio 2017 sono state comunicate le date dei tre concerti finali al Gocheok Sky Dome di Seul, dall'8 al 10 dicembre, mentre il 2 settembre sono stati aggiunti due concerti al Kyocera Dome di Osaka per il 14 e il 15 ottobre, che sono stati i primi spettacoli del gruppo in un palazzetto giapponese dal debutto.

## Accoglienza

### Commerciale
I biglietti per la tappa nordamericana sono andati esauriti in pochi minuti. A causa delle numerose richieste sono stati aggiunti due ulteriori spettacoli al Prudential Center e all'Honda Center. I 22.612 biglietti venduti per Newark, pari al 100% della disponibilità, hanno generato un incasso di $3.348.500. Oltre 60.000 fan hanno presenziato ai concerti in Nordamerica.
I BTS hanno venduto tutti i biglietti per il Cile, diventando il gruppo K-pop a fare il tutto esaurito più velocemente alla Movistar Arena, l'arena più grande del Paese. Secondo Puntoticket, la compagnia distributrice, il loro concerto è stato lo spettacolo che si è venduto più in fretta nella storia del Cile, al pari solo di quello dei Maroon 5 del 2015, accumulando più di 10.000 biglietti in meno di due ore. Il 13 gennaio 2017 è stata annunciata una seconda data nella stessa struttura. In Brasile, oltre 50.000 persone hanno provato ad acquistare i circa 14.000 biglietti disponibili, il che ha generato delle proteste su Twitter che chiedevano ai promotori del tour di spostare gli spettacoli in una struttura più grande. I biglietti venduti in Brasile sono stati 15.327, pari al 100% della disponibilità, e hanno generato un incasso di $1.207.360. I BTS hanno venduto 44.000 biglietti totali per la tappa sudamericana.
Anche i biglietti per i due concerti in Giappone sono andati esauriti, mentre in Australia sono stati venduti 11.023 biglietti su 11.424 (il 96%), per un incasso di $2.054.65.

### Critica
Il tour ha ricevuto recensioni positive dai critici musicali. Billboard ha lodato la "coreografia militarmente precisa" del gruppo e gli assoli di ciascun membro dei BTS, commentando: "Le esibizioni solitarie, riflessive, hanno commosso il pubblico". Il Bucks County Courier Times ha scritto che il concerto, che includeva "routine di ballo elaborate per quasi ogni canzone, video di intermezzo sbalorditivi e un sacco di discorsi e buffonate da parte dei membri dei BTS", era stato "un'esperienza incredibile". Idolator ha dato rilievo alle intricate coreografie, al pari dell'abilità di ogni membro di mettere in mostra i propri punti di forza durante gli assoli, e ha concluso sostenendo che il Wings Tour fosse "l'introduzione perfetta alla professionalità e allo sfarzo del K-pop. I BTS sono in una categoria tutta loro e il mondo sta cominciando a capirlo". La CNN ha riconosciuto i BTS come primi artisti K-pop a fare il tutto esaurito nelle arene statunitensi, lodando la loro evoluzione nell'industria.
The New York Times Magazine ha scritto del notevole successo del tour in Cile, andato esaurito a tempo di record, rivelando che "la popolarità della band era diventata così consolidata in Cile che i promotori del tour non si erano neanche preoccupati di ricorrere ad una spinta mediatica tradizionale". Ha riferito inoltre che le urla del pubblico avevano raggiunto "127 assordanti decibel", il livello più alto mai registrato alla Movistar Arena. Il Manila Bulletin ha elogiato le esibizioni del gruppo e ha notato l'impressionante numero di presenze, affermando che "il potere di attrazione dei BTS è una cosa seria".
La Recording Academy hanno parlato dei primi concerti negli stadi di Osaka, sottolineando che il gruppo aveva "attirato folle imponenti e offerto esibizioni incredibili".

#### Riconoscimenti
- Meus Prêmios Nick
  - 2017 – Show internazionale dell'anno in Brasile[24]
- Kazz Award
  - 2018 – Candidatura Miglior concerto asiatico[25]

## Scaletta
I BTS hanno usato la seguente scaletta per il tour.
1. Not Today
2. Am I Wrong
3. Silver Spoon
4. Dope
5. Begin
6. Lie
7. First Love
8. Lost
9. Save Me
10. I Need U
11. Reflection
12. Stigma
13. Mama
14. Awake
15. BTS Cypher Pt. 4
16. Fire
17. Medley: N.O, No More Dream, Boy In Luv, Danger, Run
18. War of Hormone
19. 21st Century Girl
20. Intro: Boy Meets Evil
21. Blood Sweat & Tears

Encore
1. Outro: Wings
2. 2! 3! (Still Wishing For Better Days)
3. Spring Day

### Scaletta giapponese
La scaletta dei concerti a Osaka del 14-15 ottobre 2017 è stata così composta:
1. Not Today (Japanese ver.)
2. Go Go
3. Dope
4. Begin
5. Lie
6. First Love
7. Lost
8. Save Me (Japanese ver.)
9. I Need U (Japanese ver.)
10. Reflection
11. Stigma
12. Mama
13. Awake
14. BTS Cypher Pt. 4
15. Fire (Japanese ver.)
16. Medley: N.O (Japanese ver.), No More Dream (Japanese ver.), Boy In Luv (Japanese ver.), Danger (Japanese ver.), Run (Japanese ver.)
17. DNA
18. Blood Sweat & Tears (Japanese ver.)

Encore
1. A Supplementary Story: You Never Walk Alone
2. Outro: Wings
3. 2! 3! (Still Wishing For Better Days)
4. Spring Day (Japanese ver.)

### Scaletta dei concerti finali
Il gruppo ha utilizzato una scaletta differente per i concerti finali di dicembre a Seul.
1. Mic Drop
2. We Are Bulletproof Pt. 1
3. We Are Bulletproof Pt. 2
4. Hip Hop Lover
5. BTS Cypher Pt. 1
6. BTS Cypher Pt. 2: Triptych
7. BTS Cypher Pt. 3: Killer
8. BTS Cypher Pt. 4
9. Begin
10. Lie
11. First Love
12. So Far Away
13. Lost
14. Save Me
15. I Need U
16. Reflection
17. Stigma
18. Mama
19. Awake
20. DNA
21. Go Go
22. N.O
23. No More Dream
24. Boy in Luv
25. Danger
26. Fire
27. Run
28. Blood Sweat & Tears

Encore
1. A Supplementary Story: You Never Walk Alone
2. Best of Me
3. Path
4. Born Singer
5. Spring Day
6. Outro: Wings

## Date del tour
| Data             | Città             | Stato         | Luogo                                                   | Presenze |
| Asia             | Asia              | Asia          | Asia                                                    | Asia     |
| ---------------- | ----------------- | ------------- | ------------------------------------------------------- | -------- |
| 18 febbraio 2017 | Seul              | Corea del Sud | Gocheok Sky Dome                                        | 40.000   |
| 19 febbraio 2017 | Seul              | Corea del Sud | Gocheok Sky Dome                                        | 40.000   |
| Sudamerica       |                   |               |                                                         |          |
| 11 marzo 2017    | Santiago del Cile | Cile          | Movistar Arena                                          | 44.000   |
| 12 marzo 2017    | Santiago del Cile | Cile          | Movistar Arena                                          | 44.000   |
| 19 marzo 2017    | San Paolo         | Brasile       | Citibank Hall                                           | 44.000   |
| 20 marzo 2017    | San Paolo         | Brasile       | Citibank Hall                                           | 44.000   |
| Nordamerica      |                   |               |                                                         |          |
| 23 marzo 2017    | Newark            | Stati Uniti   | Prudential Center                                       | 60.000   |
| 24 marzo 2017    | Newark            | Stati Uniti   | Prudential Center                                       | 60.000   |
| 29 marzo 2017    | Rosemont          | Stati Uniti   | Allstate Arena                                          | 60.000   |
| 1 aprile 2017    | Anaheim           | Stati Uniti   | Honda Center                                            | 60.000   |
| 2 aprile 2017    | Anaheim           | Stati Uniti   | Honda Center                                            | 60.000   |
| Asia             |                   |               |                                                         |          |
| 22 aprile 2017   | Bangkok           | Thailandia    | IMPACT Arena                                            | 90.000   |
| 23 aprile 2017   | Bangkok           | Thailandia    | IMPACT Arena                                            | 90.000   |
| 29 aprile 2017   | Giacarta          | Indonesia     | Indonesia Convention Exhibition                         | 90.000   |
| 6 maggio 2017    | Pasay             | Filippine     | Mall of Asia Arena                                      | 90.000   |
| 7 maggio 2017    | Pasay             | Filippine     | Mall of Asia Arena                                      | 90.000   |
| 13 maggio 2017   | Hong Kong         | Hong Kong     | AsiaWorld-Expo                                          | 90.000   |
| 14 maggio 2017   | Hong Kong         | Hong Kong     | AsiaWorld-Expo                                          | 90.000   |
| Oceania          |                   |               |                                                         |          |
| 26 maggio 2017   | Sydney            | Australia     | Qudos Bank Arena                                        | [ N 1 ]  |
| Asia             |                   |               |                                                         |          |
| 30 maggio 2017   | Osaka             | Giappone      | Osaka-jō Hall                                           | 145.000  |
| 31 maggio 2017   | Osaka             | Giappone      | Osaka-jō Hall                                           | 145.000  |
| 1 giugno 2017    | Osaka             | Giappone      | Osaka-jō Hall                                           | 145.000  |
| 7 giugno 2017    | Hiroshima         | Giappone      | Hiroshima Green Arena                                   | 145.000  |
| 14 giugno 2017   | Nagoya            | Giappone      | Nippon Gaishi Hall                                      | 145.000  |
| 15 giugno 2017   | Nagoya            | Giappone      | Nippon Gaishi Hall                                      | 145.000  |
| 20 giugno 2017   | Saitama           | Giappone      | Saitama Super Arena                                     | 145.000  |
| 21 giugno 2017   | Saitama           | Giappone      | Saitama Super Arena                                     | 145.000  |
| 22 giugno 2017   | Saitama           | Giappone      | Saitama Super Arena                                     | 145.000  |
| 24 giugno 2017   | Fukuoka           | Giappone      | Marine Messe Fukuoka                                    | 145.000  |
| 25 giugno 2017   | Fukuoka           | Giappone      | Marine Messe Fukuoka                                    | 145.000  |
| 1 luglio 2017    | Sapporo           | Giappone      | Makomanai Ice Arena                                     | 145.000  |
| 2 luglio 2017    | Sapporo           | Giappone      | Makomanai Ice Arena                                     | 145.000  |
| 14 ottobre 2017  | Osaka             | Giappone      | Osaka Dome                                              | 80.000   |
| 15 ottobre 2017  | Osaka             | Giappone      | Osaka Dome                                              | 80.000   |
| 21 ottobre 2017  | Taipei            | Taiwan        | Multipurpose Gymnasium National Taiwan Sport University | 20.000   |
| 22 ottobre 2017  | Taipei            | Taiwan        | Multipurpose Gymnasium National Taiwan Sport University | 20.000   |
| 4 novembre 2017  | Macao             | Macao         | Cotai Arena                                             | N.D.     |
| 8 dicembre 2017  | Seul              | Corea del Sud | Gocheok Sky Dome                                        | 60.000   |
| 9 dicembre 2017  | Seul              | Corea del Sud | Gocheok Sky Dome                                        | 60.000   |
| 10 dicembre 2017 | Seul              | Corea del Sud | Gocheok Sky Dome                                        | 60.000   |
| Totale           | Totale            | Totale        | Totale                                                  | 550.000  |

1. 1 2  Presenze combinate dei concerti tenuti in Asia e Australia il 22, 23, 29 aprile e il 6, 7, 13, 14, 26 maggio 2017.

## Trasmissioni televisive
| Data prima visione | Paese    | Canale | Titolo del programma                                                            | Data di registrazione | Luogo di registrazione            | Note   |
| ------------------ | -------- | ------ | ------------------------------------------------------------------------------- | --------------------- | --------------------------------- | ------ |
| 17 luglio 2017     | Giappone | TBS1   | 2017 BTS Live Trilogy Episode III: The Wings Tour ~Japan Edition~               | 21 giugno 2017        | Saitama Super Arena               | [ 33 ] |
| 12 novembre 2017   | Giappone | TBS1   | BTS Dome Concert Performance Pre-program: 2017.10 Close-up Documentary          | ottobre 2017          | Varie in Corea del Sud e Giappone | [ 34 ] |
| 17 dicembre 2017   | Giappone | TBS1   | 2017 BTS Live Trilogy Episode III: The Wings Tour in Japan ~Special Edition~    | 15 ottobre 2017       | Osaka Dome                        | [ 35 ] |
| 26 maggio 2018     | Giappone | TBS1   | 2017 BTS Live Trilogy Episode III: The Wings Tour in Seoul (versione integrale) | 19 febbraio 2017      | Gocheok Sky Dome                  | [ 36 ] |